# Orange One
Orange One là một cơ sở hợp tác của Hải quân Hoa Kỳ nằm ở dãy núi Appalachia, kéo dài bên dưới Trại David, một địa điểm ẩn náu của Tổng thống Hoa Kỳ. Được mô tả trong một tài khoản là một "pháo đài", nó được thiết kế để tổng thống sử dụng làm trụ sở quân đội trong trường hợp khẩn cấp.

## Thiết kế
Theo nhật ký của Thủ tướng Anh Harold Macmillan, người đã đi thăm cơ sở này vào năm 1959, Orange One có thể chứa một đội ngũ 200 người trong hai cánh riêng biệt và là một "pháo đài... đẽo ra khỏi tảng đá". Bill Gulley đã nói Orange One có thể được truy cập bằng thang máy từ Aspen Lodge, khu của tổng thống tại Camp David, và một phần của Orange One kéo dài bên dưới bể bơi Aspen Lodge. Gulley lưu ý rằng, vào giữa những năm 1970, Orange One không còn được coi là một cơ sở chỉ huy và kiểm soát chính vì vào thời điểm đó, các hệ thống liên lạc của nó đã không được cải thiện và nó không được cập nhật để chống lại sự tấn công của một số loại vũ khí  nhất định vũ khí.

## Lịch sử
Orange One lần đầu tiên được viếng thăm bởi một tổng thống đang ngồi vào những năm 1950 khi Dwight D. Eisenhower kiểm tra cơ sở trong khi dẫn đầu cuộc tập trận Operation Alert. Vào tháng 4 năm 1961, cựu tổng thống Eisenhower khi đó đã quay trở lại Trại David để tham khảo ý kiến với John F. Kennedy về cuộc xâm lược Vịnh Con Lợn bị thất bại. Theo cựu phóng viên của Associated Press Dale Nelson, Kennedy đã kiểm tra Orange One sau sự ra đi của Eisenhower trước khi trực thăng tới khu đất tư nhân của ông, Glen Ora, ở Middleburg, Virginia.
Sự tồn tại của Orange One được đưa ra ánh sáng công khai vào những năm 1970, trong vụ bê bối Watergate, sau khi được tiết lộ rằng sự lựa chọn vị trí của Richard Nixon cho một bể bơi ngoài trời tại Aspen Lodge nằm trên một phần của Orange One dưới mặt đất. Điều này đòi hỏi phải xây dựng một hồ bơi trên mặt đất, cảnh quan để xuất hiện trong lòng đất.